# Meurtre à grande vitesse
Meurtre à grande vitesse est un jeu pour Amstrad CPC, Thomson Gamme MOTO, Oric, Exelvision EXL100 consistant à retrouver l'auteur du meurtre du sénateur Pérignac à bord du TGV Paris-Lyon,.